# Sorethroat
Sorethroat is een Britse band, opgericht in 1987. De band heeft in zijn carrière zowel crustcore, hardcore punk en grindcore gespeeld en bevatte enkele bandleden die bekend waren/zouden worden bij de groepen Doom en Nailbomb. Ze staan bekend als eerste band die het grindcoregenre tot in het absurde doortrok naar het noisecore subgenre, met kant A van hun album ‘Disgrace to The Corpse Of Sid’. Een grote invloed op Sorethroat was de UK hardcore punk groep Discharge.
Hoewel tegenwoordig grotendeels vergeten door het mainstream metal- en punkpubliek, was de band een prominent en belangrijk element in de Britse extreme scene gedurende de tweede helft van de jaren tachtig in de 20e eeuw. De band stond tevens bekend om zijn zogenaamd ‘ongeïnteresseerde’ houding, grove humor en zwartmakerij in tekst en muziek.
De leden van Sorethroat hadden sterke idealen over de punkscene en vielen derhalve alles aan, wat afweek van hun ideaalbeeld. Zo viel de band in zijn teksten nazi’s, kapitalisme en de straight edge beweging aan maar ook bands als Napalm Death, The Sex Pistols, Suicidal Tendencies en DRI.
In 1988 kwam het meest bekende/beruchte album ‘Disgrace to the Corpse of Sid’ uit. Kant A hiervan bestond uit 99 geluidserupties welke verder gingen dan het grindcoregenre ooit was gekomen. Het kon, op enige ritmische structuur na, niet meer bestempeld worden als ‘muziek’. Later zou e.e.a. aangemerkt als ‘noisecore’. Kant B van het album omvatte op Amebix gestoelde doomy crustcore.
Op het album “Never Mind The Napalm... Here's Sore Throat” betrad de band volledig het crustcorepad en op enkele releases veranderde de bandnaam in o.a. Saw Throat en Soar Throat. In 1990 viel de groep uit elkaar.

## Discografie
1. Aural Butchery demo (1987)
2. Death To Capitalist Hardcore EP  (1987)
3. Noise Annoys demo (1988)
4. Unhindered By Talent  LP (1988)
5. Disgrace To The Corpse Of Sid LP/cd (1988)
6. Inde$troy LP/cd (onder de bandnaam ‘Saw Throat’)
7. Never Mind The Napalm... LP/cd (1989)
8. Soar Throat EP (onder de bandnaam ‘Soar Throat’) (1989)
9. And We Don't Care cd (1989)